# Great Teacher Onizuka
(Motto di Eikichi Onizuka)
Great Teacher Onizuka (グレート・ティーチャー・オニヅカ?, Gurēto Tīchā Onizuka), spesso abbreviato in GTO (ジーティーオー?, Jītīō), è un manga scritto e disegnato da Tōru Fujisawa sulla rivista Weekly Shōnen Magazine di Kōdansha tra il 1997 ed il 2002 in 25 volumi. Dalla serie sono stati anche tratti una serie televisiva anime di 43 episodi, due serie televisive live action, diversi special ed un film.
La serie segna il ritorno del personaggio di Eikichi Onizuka, già presente nelle opere precedenti dell'autore Bad Company e Shonan Junai Gumi, e di cui rappresenta il sequel. In seguito sono stati sviluppati vari spin-off, tra i quali GTO: Shonan 14 Days, Great Transporter Ryuji, Ino-Head Gargoyle e Shonan Seven, e un sequel, GTO: Paradise Lost.
Tramite il personaggio irriverente e fuori dagli schemi di Eikichi, l'autore cerca di denunciare i problemi nelle scuole del Giappone contemporaneo, estremizzandoli ed esasperandoli: dai docenti senza alcuna passione per l'insegnamento, che si attivano solo per proteggere i figli del potente di turno, agli studenti che vengono spronati ad una competitività estrema con una riduzione dell'importanza del valore dell'amicizia e alle molestie sessuali nelle scuole e l'estremo bullismo.

## Trama
Eikichi Onizuka è uno studente universitario ventiduenne ed è un ex mototeppista nonché membro del duo Oni-Baku. Durante il suo soggiorno a Kichijōji, riesce a ottenere un appuntamento con una ragazza, scoprendo però che è in realtà fidanzata con un vecchio e brutto insegnante del liceo. Colpito da questo evento, decide di intraprendere la carriera di docente, in maniera tale da poter corteggiare le studentesse a cui insegnerà. Riesce a ottenere una laurea per l'insegnamento in un'università di terz'ordine ma, a causa di una sbadataggine, non partecipa al concorso per l'abilitazione, trovandosi dunque impossibilitato all'insegnamento in una scuola pubblica. Prova così un colloquio in una scuola privata, l'istituto Seirin: nonostante il pessimo esito, viene assunto dalla direttrice della scuola grazie alla forza di spirito dimostrata quando uno studente tenta di aggredire il vicepreside. Viene così assegnato al ruolo di professore responsabile della classe 3-4 delle scuole medie, composta di studenti problematici che hanno causato il licenziamento dei professori precedenti.

## Personaggi
Eikichi Onizuka (鬼塚 英吉?, Onizuka Eikichi)
Ex teppista e membro del duo Oni-Baku di Shōnan, vive a Tokyo ed è un insegnante all'istituto privato Kissho, che è anche la sua residenza. È un incallito fumatore ed appassionato di videogiochi, per i quali spende gran parte del suo stipendio. A causa del suo scarso rapporto con i professori durante il suo liceo, ha una filosofia di insegnamento non convenzionale, e insegna spesso indossando un travestimento.
Azusa Fuyutsuki (冬月 あずさ?, Fuyutsuki Azusa)
È una professoressa ventiduenne, collega di Onizuka e segretamente innamorata di lui. Al contrario di Eikichi, Azusa è una professoressa modello, laureata in una delle migliori università di Tokyo (la Waseda), ligia alle regole e timorosa di ogni azione fuori dalle righe, ma anche lei spesso è coinvolta contro la sua volontà nelle scorribande del professor Onizuka.
Noboru Yoshikawa (吉川 のぼる 昇?, Yoshikawa Noboru)
Alunno della classe 3-4, subisce spesso angherie e soprusi dalla sua compagna di classe Uehara e dal suo gruppo, senza mai ribellarsi. È il tipico otaku giapponese, schivo, riservato, senza amici e appassionato di videogiochi di ruolo, è il primo ad affezionarsi ad Onizuka e ad intuire il vero modo di essere del suo professore. Grazie all'aiuto del nuovo insegnante riesce a rispondere ai comportamenti di Uehara.
Yoshito Kikuchi (菊地 善人?, Kikuchi Yoshito)
Alunno della classe 3-4, è un ragazzo molto serio e impostato, è considerato il genio della classe con un QI di 180 ed è esperto di computer grafica. È abilissimo anche nei combattimenti e nelle arti marziali che pratica fin da piccolo. Inizialmente è uno dei più ostili ad Onizuka, arriva a metterlo in crisi con fotomontaggi compromettenti, ma poi ne diverrà un grande amico e lo seguirà in quasi tutte le peripezie. Prima si tiene semplicemente in disparte, poi salva Onizuka dal licenziamento su richiesta di Yoshikawa, per vedere se davvero Onizuka sia diverso dagli altri, infine lo sosterrà assiduamente.
Kunio Murai (村井 國男?, Murai Kunio)
Ragazzo ribelle, molto attaccato alla giovane ed affascinante mamma single di 27 anni, che cerca di difendere dalle grinfie di Onizuka. Anche se all'inizio è molto diffidente nei confronti di Onizuka, col passare del tempo ne diventerà un grande amico, e con il suo gruppo eviterà ad Onizuka più di una volta l'espulsione dall'istituto.
Urumi Kanzaki (神崎 麗美?, Kanzaki Urumi)
Alunna della classe 3-4, un genio con un QI pari a 200, ha 14 anni, ma dice di averne 19. È una delle più temute per i suoi scherzi subdoli ai limiti dell'impensabile e per i quali non viene mai punita, perché non lascia mai prove. Dopo un iniziale scontro con Onizuka, Urumi capisce che lui non è uguale a tutti gli altri professori che lei odia. Quando quest'ultimo l'aiuta a superare il suo cinismo, supererà il suo distacco dagli altri studenti e proverà per Eikichi un affetto che sfocerà in amore.
Miyabi Aizawa (相沢 雅?, Aizawa Miyabi)
Alunna della classe 3-4 ed unica ad odiare Onizuka fino alla fine, è ossessionata dal professore e cercherà in tutti i modi e maniere di farlo licenziare. Solo alla fine anche lei cambierà idea su di lui. È lei che scatena l'odio verso i professori dell'intera classe quando, innamoratasi di uno di loro, scopre che quest'ultimo è fidanzato e che si sposerà a breve. Ritenendosi tradita, finge di essere stata violentata dal professore che viene in seguito licenziato.
Hiroshi Uchiyamada (内山田 ひろし?, Uchiyamada Hiroshi)
È il vicepreside dell'istituto Kissho ed incarna il classico stereotipo dell'uomo giapponese medio. Frustrato, dedito solo al lavoro e con una situazione familiare non molto serena, Uchiyamada è affezionatissimo alla sua auto, una Cresta bianca, comprata dopo anni di lavoro e sacrificio e che verrà distrutta involontariamente per ben 5 volte da Onizuka. Questo porterà il vicepreside ad odiare Eikichi, che vede come causa di tutti i suoi problemi, tanto da cercare in tutti i modi pretesti per licenziarlo.
Riuji Danma (?, Danma Riuji)
Ex teppista e membro del duo Oni-baku di Shōnan, è il miglior amico di Onizuka tant'è che lo aiuterà a trovare lavoro come insegnante presso l'istituto Seirin. Lavora come meccanico presso la sua officina e aiuterà Onizuka varie volte durante il corso delle sue bizzarre avventure.

## Produzione

Onizuka all'interno del suo stanzino nella seconda sigla d'apertura

Fujisawa aveva inizialmente pensato di completare l'opera intorno al decimo volume, ma è stato incalzato dall'editore a continuarlo, e ciò lo ha portato in poco tempo verso un blocco di scrittura nelle fasi più avanzate, a causa della scarsità dei personaggi a disposizione. A quel punto, l'autore si è concentrato nella sceneggiatura di capitoli senza Onizuka. È stato particolarmente influenzato dallo stile di Kōhei Tsuka. L'autore inoltre si è ispirato alla propria vita scolastica, caratterizzata da professori che si concentravano di più sulle conoscenze dei propri studenti piuttosto che sul far piacere agli studenti la propria materia, come invece successe in matematica, una materia alla quale si appassionò grazie al modo di fare del suo professore.
Per il personaggio di Eikichi Onizuka, il cui primo nome è stato preso dal cantante Eikichi Yazawa, si è ispirato molto agli yankee giapponesi e lo ha caratterizzato mediante un aspetto molto simile ai membri delle gang. Il ruolo principale di Onizuka è quello di fare da ponte tra gli studenti e gli insegnanti. Al suo personaggio viene contrapposto il ruolo di Azusa Fuyutsuki, che invece rappresenta il professore medio giapponese.

## Media

### Manga
Il manga è stato pubblicato per la prima volta in Giappone da Kōdansha sulla rivista Weekly Shōnen Magazine tra il 1997 ed il 2002 in 201 capitoli. Successivamente i capitoli sono stati raccolti in 25 tankōbon pubblicati dal 14 maggio 1997 al 14 aprile 2002. I primi volumi sono stati resi disponibili in una versione bilingua da Kodansha.
L'edizione italiana è stata distribuita da Dynit dal 6 agosto 2003 al 26 ottobre 2005 in 25 volumi. A partire dal 2006, è stata messa in commercio "Big GTO": un'edizione che raggruppa in un unico volume due albi della versione originale giapponese. Questa è cominciata nell'ottobre 2006 e si è conclusa nel dicembre 2007 in 13 volumi. In Nord America il manga è stato pubblicato da Tokyopop come il primo manga ad essere pubblicato nel formato e col senso di lettura giapponese. È stato pubblicato anche in Francia da Pika Édition, in Germania da Egmont, in Spagna da Mangaline Comics, in Taiwan da Tong Li Publishing.

#### Sequel e spin-off
Fujisawa ha pubblicato diverse serie spin-off basate sulla serie come GTO: Shonan 14 Days, ambientato durante le vacanze estive e che vede il ritorno di Eikichi a Shōnan per quattordici giorni. Altre serie sono state GT-R, in cui il protagonista è Ryuji Danma, Ino-Head Gargoyle, incentrato sul personaggio di Toshiyuki Saejima, e il sequel GTO: Paradise Lost, nuovamente incentrato su Onizuka. In ultimo, nel 2014 ha iniziato la serializzazione di Shonan Seven in cui sono presenti nuovi personaggi e nuove bande che dominano i luoghi della gioventù di Onizuka.

### Anime

Eikichi nella copertina italiana del secondo DVD dell'anime

L'anime è stato prodotto dalla Pierrot ed è andato in onda su Fuji Television dal 30 giugno 1999 al 17 settembre 2000 ed in seguito su Animax. La direzione dell'anime è stata affidata a Noriyuki Abe mentre la sceneggiatura a Masashi Sogo.
In Italia l'anime è stato distribuito da Dynamic Italia. Il doppiaggio è stato effettuato dalla SEFIT-CDC, sotto la direzione di Roberto Chevalier, Angelo Nicotra e Anna Rita Pasanisi e con i dialoghi di Barbara Chies, Gianluca Aicardi, Roberta Poggio e Gianluca Casu. L'edizione italiana è stata trasmessa su MTV dal 7 gennaio 2003 al 16 marzo 2004 con doppiaggio leggermente censurato, e in seguito su Cooltoon in versione integrale, da febbraio 2008. Inoltre la serie è uscita in VHS e successivamente in DVD, in entrambi i casi in versione integrale, per conto di Dynit nel 2003 e dal 2006 al 2007 (ristampe dei DVD per le edicole). I DVD sono nove in tutto.
Negli Stati Uniti è andato in onda su Showtime ed è uscita per conto di Tokyopop in dieci DVD. In Russia è stato trasmesso su 2X2 e su MTV, in Francia è stato trasmesso su Canal+, Europe 2 TV, MCM Belgique, Virgin 17, in Malesia su 8TV, nelle Filippine (in tagalog) su GMA Network, in Indonesia su Trans TV e Indosiar, in Spagna su Canal 13 UC TV, in Polonia su Hyper ed in Canada su Anime Selects.

#### Sigle
Sigle di apertura
1. Driver's High, dei L'Arc~en~Ciel (ep. 1-18)
2. Hitori no yoru (ヒトリノ夜?), dei Porno Graffitti (ep. 19-43)

Sigle di chiusura
1. Last Piece, di Kirari Toyomoto (ep. 1-18)
2. Shizuku (しずく?), di Miwako Okuda (ep. 19-33)
3. Cherished Memories, degli Hong Kong Knife (ep. 34-42)
4. Driver's High, dei L'Arc~en~Ciel (ep. 43)

### Live action
Gli episodi del live-action sono diretti dal regista Masayuki Suzuki e mandati in onda su Fuji TV tra il 7 luglio 1998 ed il 22 settembre dello stesso anno. Takashi Sorimachi è l'attore che ha interpretato il ruolo di Eikichi Onizuka mentre Azusa Fuyutsuki è stata interpretata da Nanako Matsushima. Takayuki Hittori si è occupato delle musiche mentre la sigla di apertura "Poison" è cantata dallo stesso Sorimachi. In seguito alla fine della serie live-action, è stato mandato in onda su Fuji TV il 27 agosto 1999 uno special di 91 minuti con lo stesso cast e nuovamente diretto da Masayuki Suzuki.
Un film live-action della durata di 108 minuti, con lo stesso cast della serie televisiva, è uscito nelle sale nel gennaio 2000, diventando il decimo film ad aver incassato di più in Giappone nel 2000 con la somma di ¥1.320.000.000. Il film è stato diretto da Yoshiyuki Suga In Nord America il film è stato distribuito da Tokyo Shock il 26 luglio 2005.
Il 3 luglio 2012 è cominciata la trasmissione di una nuova serie live action ispirata a GTO ed al suo spin-off GTO: Shonan 14 Days su Fuji TV, dove Akira interpreta Eikichi Onizuka e Miori Takimoto interpreta Azusa Fuyutsuki.
Dopo la conclusione del remake della serie live-action, sono stati prodotti tre special: il primo, di 150 minuti, è intitolato GTO 2-Jikan-Han Special (lett. GTO Speciale 2,5 ore) ed è andato in onda il 2 ottobre 2012; il secondo, chiamato GTO Oshōugatsu Special (lett. Speciale di Capodanno), è andato in onda il 2 gennaio 2013; il terzo ed ultimo special, della durata di 2 ore ed intitolato GTO Kanketsuhen ~Saraba Onizuka! Sotsugyō Special~ (lett. GTO Volume Finale ~Addio Onizuka! Speciale Diploma~), è andato in onda il 2 aprile 2013. In tutti e tre il cast è stato quello della serie live-action del 2012, con Akira che è ritornato a vestire i panni del professor Onizuka.
Una miniserie basata sul manga ambientata in Taiwan col titolo GTO Taiwan è stata prodotta congiuntamente tra Giappone e Taiwan, diretto da Kazuhisa Imai e con la sceneggiatura affidata a Junpei Yamaoka, Akira nuovamente nei panni di Eikichi ed affiancato da Yuu Shirota nei panni di Ryuji Danma e da Yūsuke Yamamoto nei panni di Toshiyuki Saejima, mentre attori taiwanesi come Genie Chuo, Wei Jin e Lele Cheng hanno interpretato nuovi personaggi. La maggior parte delle scene sono state girate tra Taipei e Nuova Taipei. La serie verrà trasmessa contemporaneamente in Giappone ed in Taiwan dal 22 marzo 2014.

## Accoglienza
Il manga ha vinto la 22ª edizione del Premio Kodansha per i manga nella categoria miglior shōnen ed ha raggiunto i 45 milioni di copie stampate.
Nella sola regione del Kantō la serie live-action del 1998 ha ottenuto un record raggiungendo un rating medio di ascolti del 28,3% e con uno share del 35,7% in occasione della messa in onda dell'ultimo episodio, diventando l'episodio finale più visto in Giappone. La seconda serie invece ha ottenuto un rating medio del 13% risultando la serie più vista della stagione estiva.
In Italia, il manga è risultato al secondo posto nella classifica del sito AnimeClick.it per il miglior manga shōnen degli anni 90. L'anime invece, tramite una statistica del sito AnimeClick, è risultato al 10º posto tra i più visti da parte degli utenti. Anche in Nord America la serie ha avuto una buona accoglienza, con lo scrittore Jason Thompson che gli ha assegnato quattro stelle su quattro nella sua enciclopedia Manga: The Complete Guide, mentre gli autori Jonathan Clemens e Motoko Tamamura hanno indicato nel soggetto e nell'approccio umoristico dell'opera gli elementi che hanno più attratto il pubblico giovanile.

### Critiche
A causa delle tematiche trattate e delle inquadrature che raffigurano l'intimo di studentesse liceali e di scuole medie, in Russia l'anime è stato accusato dal Rossvyazkomnadzor (Comitato Governativo Russo per la Supervisione sui Mass-Media) di incentivare la pedofilia, prostituzione e furto.

## Merchandising
Tramite una collaborazione tra l'app LINE e la bevanda giapponese Sokenchiba, sono stati regalati agli acquirenti della bevanda degli stickers raffiguranti i personaggi di vari manga ed anime, tra cui alcuni di questi ispirati ad Eikichi Onizuka di GTO.